# Stylinidae
Famille
Genres de rang inférieur
- Voir le texte

Les Stylinidae forment une famille éteinte de coraux durs de l'ordre des Scleractinia.
Les différentes espèces se trouvent dans des terrains allant du Trias au Miocène avec une répartition mondiale.
Il y a trois sous-familles :
- sous-famille †Cyathophorinae
  - genre †Cyathophora
  - genre †Ewaldocoenia
- sous-famille †Euheliinae
  - genre †Enallhelia
  - genre †Euhelia
  - genre †Stylangia
- sous-famille †Stylininae
  - genre †Diplogyra
  - genre †Heliocoenia
  - genre †Psammohelia
  - genre †Stylina

Et plusieurs genres non-classés:
- †Acanthocoenia
- †Adelocoenia
- †Aplophyllia
- †Australoseris
- †Bilaterocoenia
- †Convexastrea
- †Goniocora
- †Proaplophyllia
- †Procyathophora
- †Pseudocoeniinae
- †Pseudocoeniopsis
- †Schizosmiliopsis
- †Sinaimeandra
- †Stylohelia
- †Stylosmilia